# Yoriko Okamoto
Yoriko Okamoto (née le 6 septembre 1971 à Kadoma) est une taekwondoïste japonaise. Elle a obtenu la médaille de bronze lors des Jeux olympiques d'été de 2000 dans la catégorie des moins de 67 kg.